# Lucho Barrios
Luis Barrios Rojas, mais conhecido como Lucho Barrios (22 de abril de 1934 - 5 de maio de 2010), foi um popular cantor de bolero peruano.